# TUE Série 200 (EFCB)/Série 1000 (CBTU)
O TUE Série 200 (EFCB) foi um trem unidade elétrico (TUE) encomendado e operado pela Estrada de Ferro Central do Brasil. Posteriormente passou por diversas operadoras e uma grande modernização em 1992, quando foi renomeado Série 1000. Foi retirado de operação pela SuperVia em 2018, embora ainda conste da relação de patrimônio cedido à concessionária.

## História

### Projeto e fabricação (1952-1956)
Após a eletrificação dos subúrbios ferroviários do Rio de Janeiro, realizada entre 1935 e 1952, a Estrada de Ferro Central do Brasil experimentou um forte crescimento no número de passageiros desse serviço. Se em 1938 haviam sido transportados 55 milhões de passageiros através dos subúrbios, em 1950 eram transportados 181 milhões (quase quatro vezes mais). Com isso, a frota de 96 trens unidade elétricos da Série 100 (adquirida em 1937) estava sendo fortemente exigida. A superlotação e a sobrecarga exigiram o seu preço: em janeiro de 1953, dos 96 trens apenas 40 operavam em condições precárias. Projetados para transportar até 80 passageiros por carros, os trens série 100 transportavam até 350 passageiros na hora do rush, numa sobrecarga de 17 toneladas em relação ao projetado.
Com a degradação do material rodante, em 1952, a Central do Brasil pleiteia ao governo federal um financiamento para a aquisição de 100 novos trens unidade elétricos no exterior. Apenas em 1954, foi concedida autorização para a aquisição desses trens unidade, porém com um novo condicionante: a fabricação de parte da frota no Brasil.
Em 24 de março de 1954, a Central do Brasil assinou um acordo com a Metropolitan-Vickers/Cammel para a aquisição de 100 trens unidade elétricos formado por 100 carros motores e 200 carros reboque, com 100 fabricados no Brasil (pelas empresas Cobrasma, FNV e Santa Matilde). O custo da encomenda foi de US$ 19.900.908,00 (sendo US$ 12.500.000,00 financiados pelo Banco Internacional para Reconstrução e Desenvolvimento-BIRD). O acordo previu que os primeiros trens unidade deveriam ser entregues em março de 1955 e os demais em 34 meses-contados à partir da data de assinatura do contrato.
| Fábrica                     | Quantidade                           |
| --------------------------- | ------------------------------------ |
| Metropolitan-Vickers/Cammel | 200(100 carros motores/100 reboques) |
| Santa Matilde               | 34 reboques                          |
| Cobrasma                    | 33 reboques                          |
| Fábrica Nacional de Vagões  | 33 reboques                          |
| Total                       | 100 carros motores/200 reboques      |

Por conta de atrasos no pagamento das primeiras parcelas, os primeiros trens entrega prevista para dezembro de 1955. Naquele momento, a frota operacional da Série 100 estava reduzida a 25 trens unidade reformados. 
Os primeiros carros motores estavam sendo concluídos em outubro em Londres, sendo embarcados para o Rio de Janeiro somente em 11 de fevereiro de 1956.
Embarcados no navio Lóide Parima, os primeiros carros chegaram ao Rio em 27 de fevereiro de 1956, onze meses atrasados em relação ao prazo original.

### Operação (Rio de Janeiro)

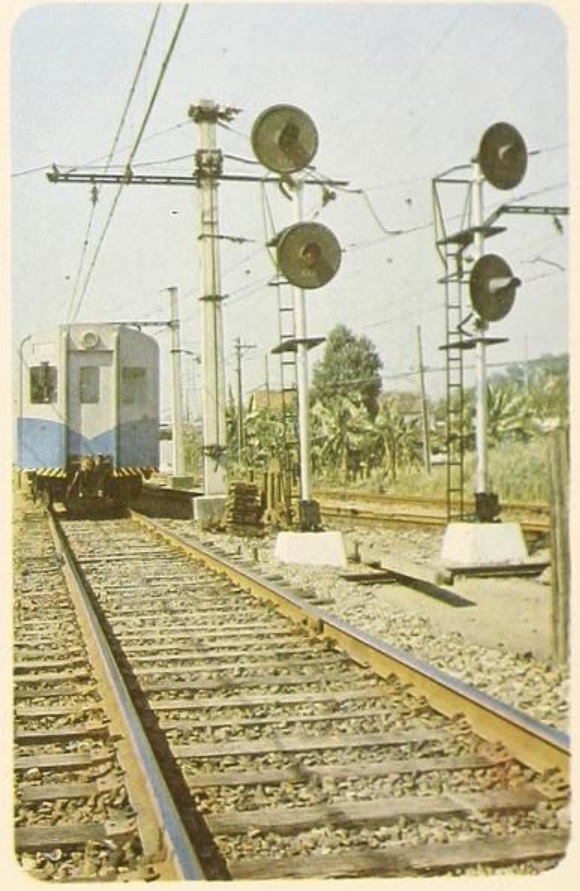
Um trem Série 200 circulando no Ramal de Santa Cruz, 1969.

#### Central do Brasil/RFFSA (1956-1984)
O primeiro trem da Série 200 entrou em serviço em 2 de abril de 1956, na Linha Santa Cruz.   Por conta de atrasos, até janeiro de 1958 haviam sido entregues cerca de 150 carros, sendo o restante da encomenda entregue até o fim daquele ano. A chegada dos novos trens criou grande expectativa de ampliação da frota, por parte dos administradores da Central do Brasil, porém uma série de acidentes (onde também a resistência estrutural dos carros foi questionada), problemas de manutenção e fornecimento de peças (a Metropolitan Vickers deixou o mercado na década de 1960) reduziram precocemente a frota. Dessa forma, em dez anos a frota continuava pequena e superlotada. Isso obrigou a Rede Ferroviária Federal (RFFSA), controladora da Central do Brasil desde 1957, a investir na aquisição de cem novos trens da Série 400.
Com a chegada das Série 500, 700, 800 e 900 entre o final da década de 1970 e o início da de 1980, a Série 200 foi retirada de circulação pela RFFSA em 1982, embora projetos de modernização tivessem sido preparados por toda a década de 1980. Isso incluiu a compra de 36 conjuntos de freios da Fresinbra em 1987. Após testes, os conjuntos foram considerados incompatíveis com a Série 200, sendo o contrato de fornecimento paralisado e as peças já recebidas armazenadas. Apenas em 1991 a compra foi sustada, com prejuízo para a CBTU. Em 1984 haviam 96 trens unidade armazenados nos pátios da CBTU-RJ (2 dos quais haviam passado por uma modernização embora não entrassem em operação até 1992).

### Operação (São Paulo)

#### Trem Alvorada (1960-1984)
Em 1960 alguns trens da série 200 foram modificados para realizar um serviço expresso de cercanias entre São Paulo e Mogi das Cruzes. As 8 portas de cada carro foram removidas e em seu lugar forma implantadas 2 portas por carro em suas extremidades. O novo serviço foi chamado de Trem Alvorada e cobria a distância entre São Paulo (Brás/Roosvelt) e Mogis das Cruzes em 60 minutos e inicialmente obedeciam paradas apenas em Calmon Viana, Suzano e Jundiapeba. Posteriormente o tempo de viagem caiu para 50 minutos através da supressão das paradas em Calmon Viana e Jundiapeba. Com a abertura das Universidade de Mogi das Cruzes (1963) e Universidade Braz Cubas (1965) em Mogi das Cruzes, uma demanda cada vez maior de estudantes paulistanos à esses centros de ensino obrigou a Central do Brasil a implantar um novo serviço: o Trem dos Estudantes. Empregando os trens série 200 empregados no Trem Alvorada, o Trem dos Estudantes fez sucesso na década de 1960 e 1970 até um grave acidente deste com um trem de carga ocorrido em 8 de junho de 1972 (que deixou um saldo de 23 mortos e 65 feridos) fazer com o número de passageiros do serviço despencasse até sua extinção, por falta de peças, em meados de 1984. Seus carros foram recolhidos para o Pátio de Paranapiacaba onde foram sucateados.

## Série 1000
A Série 200 foi modernizada entre 1992 e 1995 pelas empresas Cobrasma e Mafersa. Ao custo de US$ 90 milhões, o projeto foi financiado pelo BNDES prevendo a modernização de 36 trens unidade da Série 200. A principal alteração foi a troca da máscara de aço carbono original por outra de fibra de vidro com um novo modelo de pára-brisa, ampliando o campo de visão do maquinista. Os primeiros trens reformados foram entregues em 1992. Apesar de terem sido contratados serviços para a modernização de 36 trens unidade junto às empresas Cobrasma (em concordada naquela época) e Mafersa, apenas 23 foram entregues, sendo o programa abandonado em 1999 por falta de recursos e em consequência da falência das empresas responsáveis pela reforma. Naquele momento haviam na Cobrasma 7 trens série 200 em fase de modernização, que foram devolvidos para a Flumitrens e/ou sucateados.

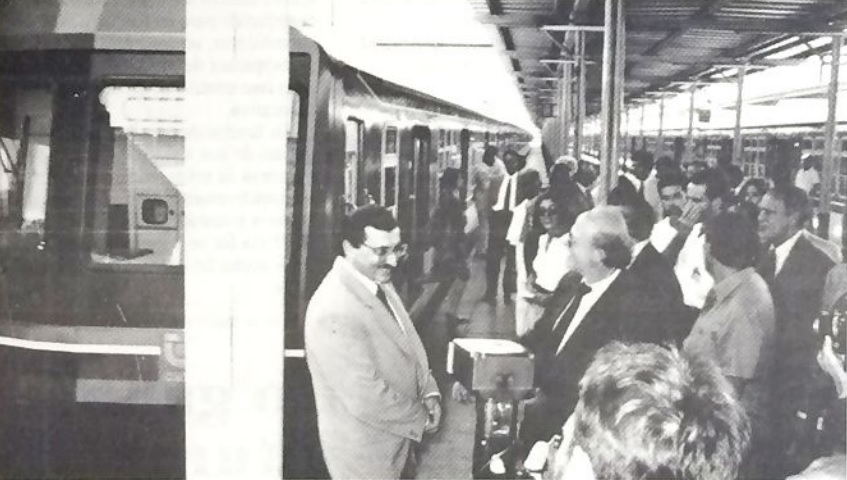
O Ministro dos Transportes Alberto Goldman presidindo uma cerimônia de entrega de três trens-unidade Série 1000 para a CBTU na Estação Central do Brasil em março de 1993.

| Ano   | Quantidade | Observações                 |
| ----- | ---------- | --------------------------- |
| 1992  | 6          |                             |
| 1993  | 11         | Falência da Cobrasma        |
| 1994  | 5          | Estadualização da CBTU-RJ   |
| 1995  | 1          | Falência da Mafersa em 1996 |
| Total | 23         |                             |

### Operação

#### CBTU/Flumitrens (1992-1998)
Os trens Série 1000 foram o único investimento pesado realizado em material rodante na década de 1990 no Rio de Janeiro. Apesar de serem entregues em perfeitas condições, os problemas econômicos e técnicos da CBTU e de sua sucessora Flumitrens fizeram com que parte da frota de 23 trens fosse retida em pátios por falta de peças e problemas de manutenção.

#### SuperVia (1998-2018)
As linhas de trens urbanos do Rio de Janeiro foram concedidas para a concessionária SuperVia em 1998. Os trens série 1000 foram empregados em vários ramais até serem aposentados em 2018. 
| Ano                | Falhas | Quilometragem percorrida | MKBF           |
| ------------------ | ------ | ------------------------ | -------------- |
| 2010               | 6      | 552485                   | 92081          |
| 2011               | 4      | 580725                   | 145181         |
| 2012               | 4      | 399563                   | 99891          |
| 2013               | 3      | 368669                   | 122890         |
| 2014               | 9      | Não divulgado            | Não disponível |
| 2015 (até outubro) | 10     | Não divulgado            | Não disponível |
| 2016               | 4      | Não divulgado            | Não disponível |